# Limonia bistigma
Limonia bistigma là một loài ruồi trong họ Limoniidae. Chúng phân bố ở miền Tân bắc.